# Денислав Калбанов
Денислав Калбанов е български футболист, вратар.
Роден е на 16 май 1976 г. в Русе. Играл е за Дунав, Дунав-Раковски, Елит (Свищов) и Скалите (Басарбово). Финалист за Купата на ПФЛ през 1995 г. с Дунав. В Б група е изиграл 76 мача. За младежкия национален отбор има 4 мача.

## Статистика по сезони
- Дунав – 1995/пр. - Б група, 3 мача
- Дунав – 1995/96 – Б група, 8 мача
- Дунав – 1996/97 – В група, 17 мача
- Дунав-Раковски – 1997/98 – Б група, 19 мача
- Дунав – 1998/99 – В група, 23 мача
- Дунав – 1999/00 – Б група, 6 мача
- Дунав – 2000/01 – Б група, 5 мача
- Дунав – 2001/02 – Б група, 14 мача
- Дунав – 2002/03 – Б група, 21 мача
- Елит – 2003/ес. - В група, 8 мача (отбора не завършва сезона)
- Дунав – 2003/04 – А ОФГ, 15 мача
- Скалите – 2004/05 – А ОФГ, 19 мача
- Скалите – 2005/06 – А ОФГ, 16 мача
- Скалите – 2006/07 – А ОФГ